# يويشيرو تاتسويوشي
يويشيرو تاتسويوشي (باليابانية: 辰吉丈一郎) مواليد 15 مايو 1970 في كوراشيكي، أوكاياما، أوكاياما، اليابان، هو ملاكم محترف ياباني يصنف ضمن فئة وزن الديك بدأ مسيرته الاحترافية سنة 1989. حقق بطولة المجلس العالمي للملاكمة.

## إحصائيات
خاض خلال مسيرته 28 نزالا، فاز في 20 وتعادل في 1 وخسر في 7. فاز بالضربة القاضية في 14 نزالا.

## روابط خارجية
- يويشيرو تاتسويوشي على موقع بوكس ريك (الإنجليزية) (registration required)